# 勒奇山基线隧道
勒奇山基线隧道（德語：Lötschberg-Basistunnel）是位於瑞士的一條穿越阿爾卑斯山勒奇山的鐵路隧道，全長34.577（21.5英里），是目前世界第五长的铁路隧道。隧道的兩個出口分別位於伯恩州的弗鲁蒂根和瓦萊州的拉龙，是新阿尔卑斯铁路枢纽网络（德語：NEAT: Neuen Eisenbahn-Alpentransversale）勒奇山-辛普朗线（德語：Lötschberg-Simplon-Achse）上的一段。瑞士的NEAT构建两大铁路通道，它们均北起瑞士的巴塞尔，一条经伯尔尼－图恩－施皮茨到达勒奇山，经过勒奇山基线隧道后，再经过布里格－辛普朗－多莫多索拉，到达意大利境内的米兰，诺瓦拉和热那亚；另一条经过瑞士中部圣哥达山（Gotthard）的圣哥达基线隧道，也是通往意大利的米兰，诺瓦拉和热那亚。这两大通道属于欧洲大陆铁路货运走廊（鹿特丹－热那亚）的一部分。
該隧道於2007年6月14日開放貨運通車，2007年12月9日正式投入商业运营。该隧道配备了先进的ETCS 2级铁路装备。

## 運行速度
- 普通貨物列車：100公里/小時
- 特別貨物列車：160公里/小時
- 普通旅客列車：200公里/小時
- 摆式旅客列車：250公里/小時

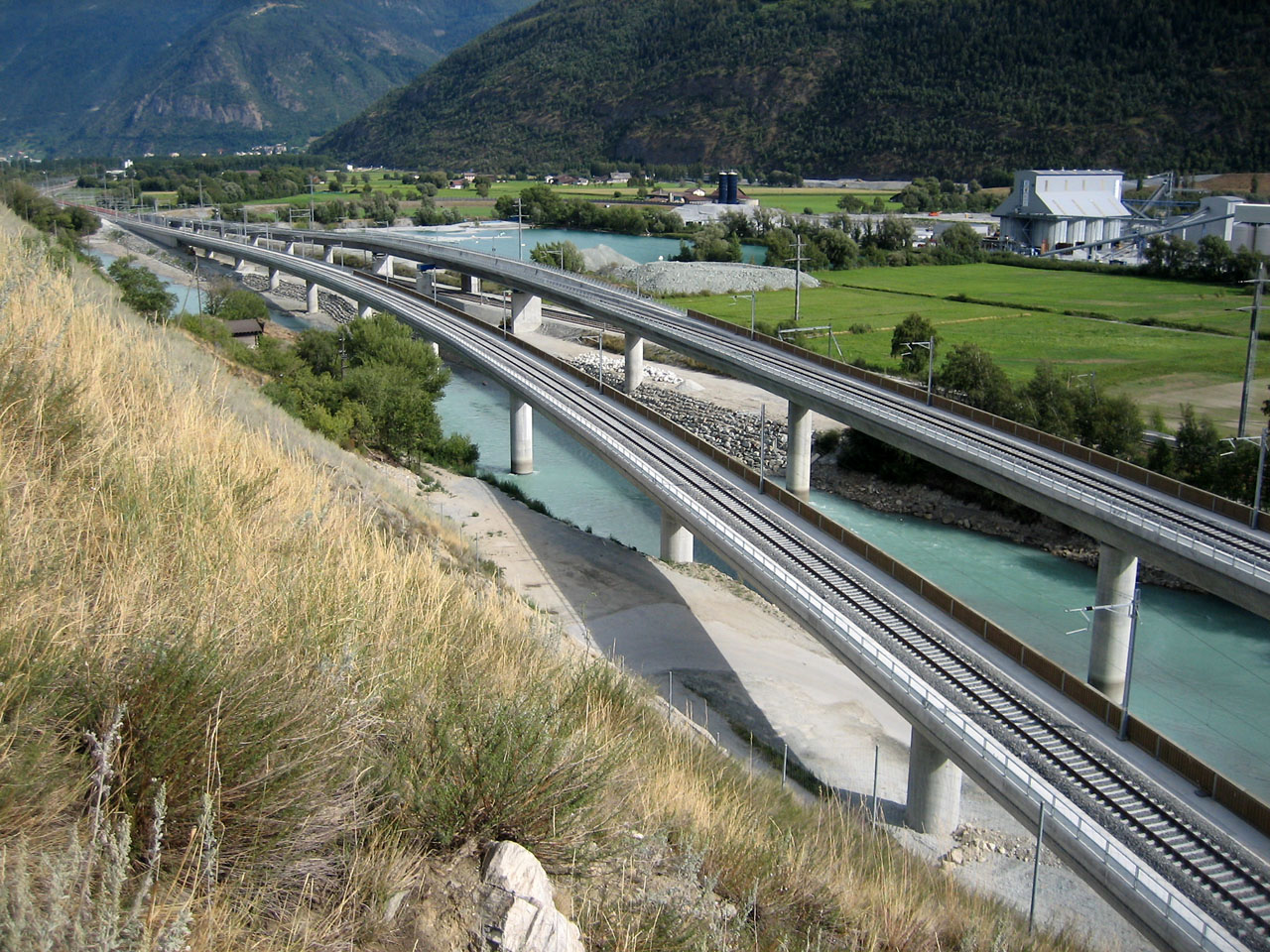
隧道外的火車橋
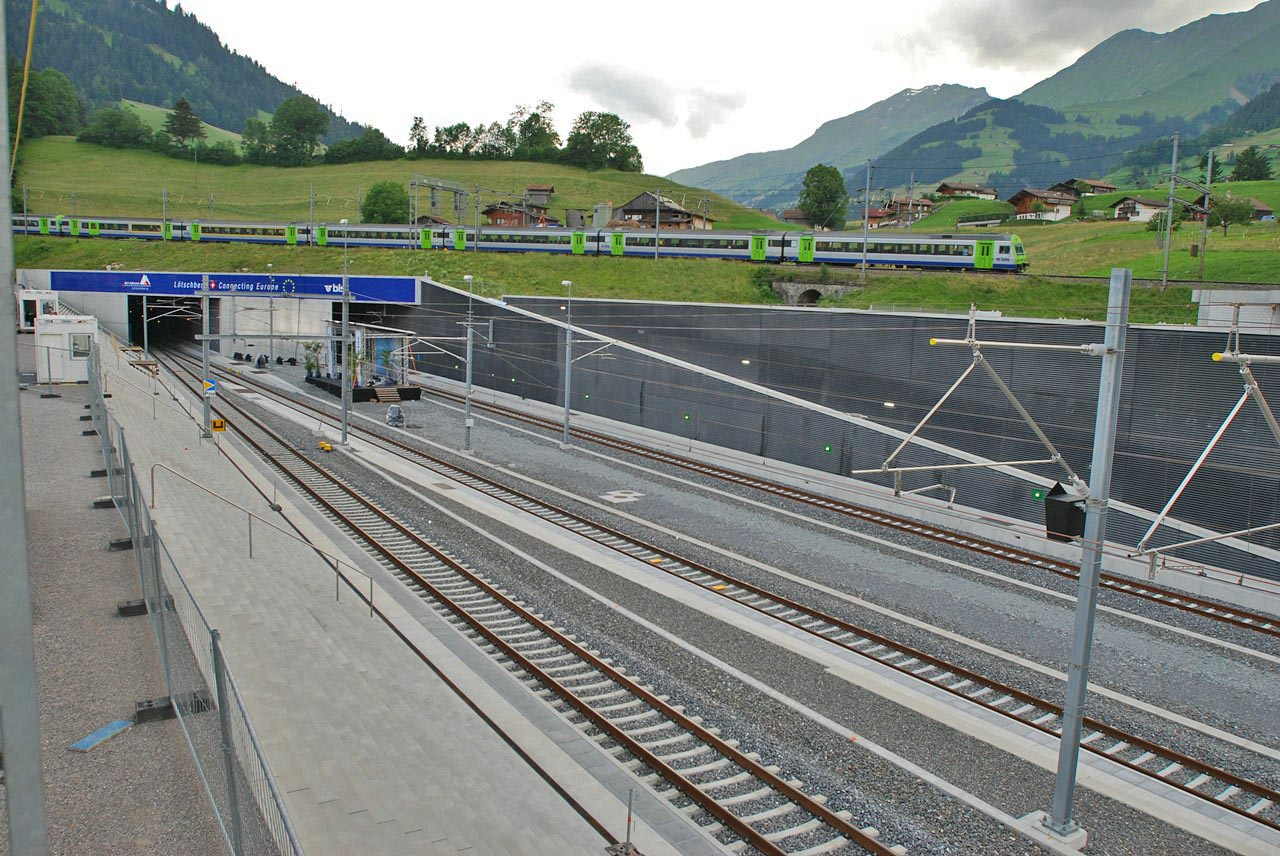
北口
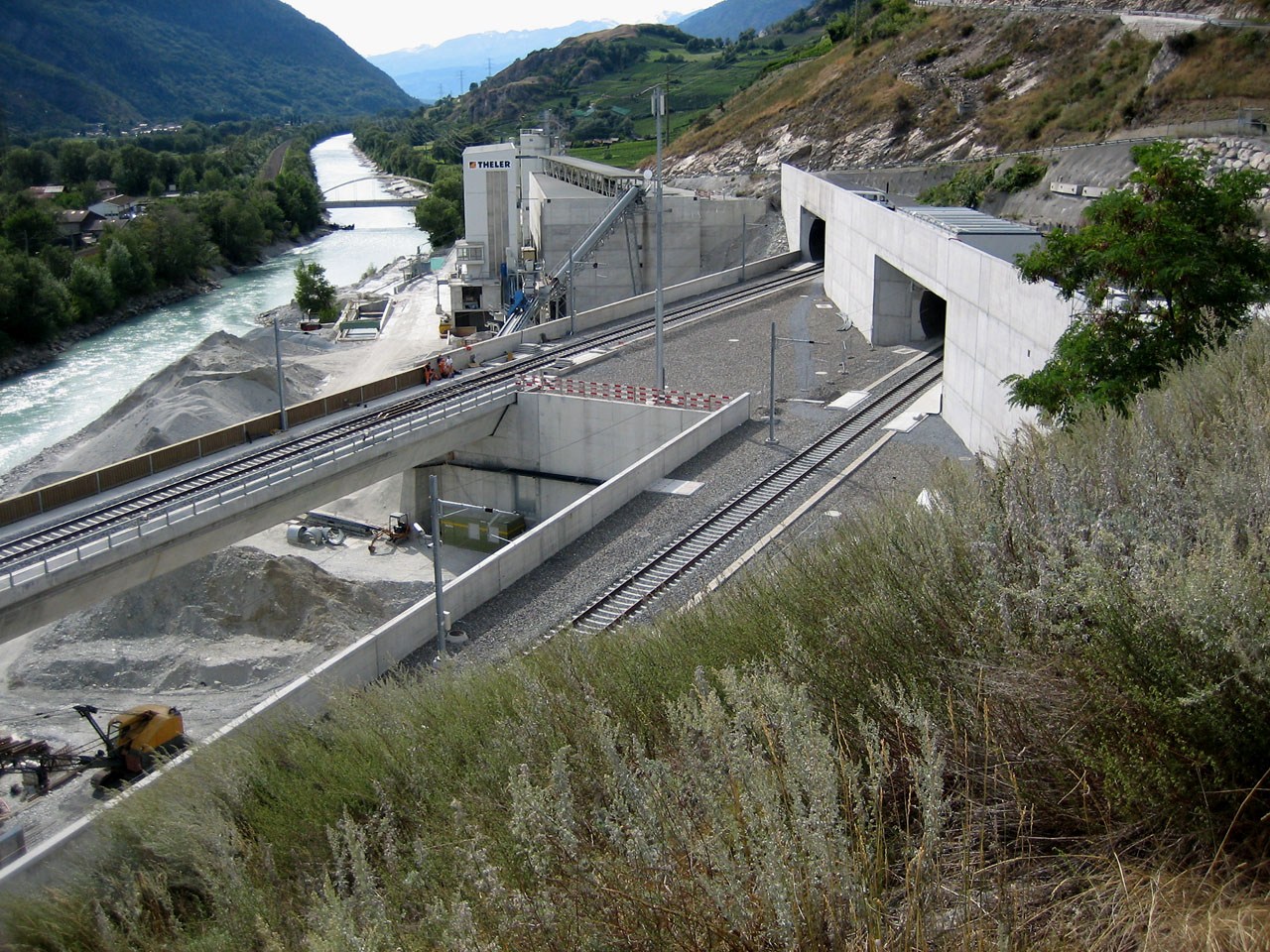
南口

## 外部連結
- 勒奇山基线隧道工程網站 （页面存档备份，存于） （德文）（法文）（意大利文）（英文）
- 新華網：瑞士：世界最長陸地隧道通車 （页面存档备份，存于）